# Helgøya (Troms)
Helgøya es una isla deshabitada en el municipio de Karlsøy en Troms, Noruega. Está rodeada por las islas de Vannøya (noreste); Karlsøya y Reinøya (sudeste); Ringvassøya (sur); y Nordkvaløya (oeste).

## Historia
En el pasado, la isla fue el núcleo del municipio de Helgøy. Fue un poblado pesquero y sede de la iglesia de Helgøy. La iglesia data del siglo XIII, pero su uso es ocasional. Nadie vive permanentemente en la isla, debido a que la oficina de correos cerró y el servicio de transbordadores fue cancelado en 1999. Actualmente sólo es accesible mediante visitas y actividades en la iglesia. Su estado actual es de abandono parcial, ya que algunas casas son ocupadas en períodos vacacionales.

## Etimología
Su nombre actual (Helgøya deriva del nórdico antiguo Helgøy) se debe a la parroquia asentada. Significa den hellige øy o "la isla sagrada". El primer elemento (helgi) significa "santuario" or "sagrado" y el segundo elemento (øy) significa isla.